# Guldsandbi
Guldsandbi (Andrena marginata) är en art i insektsordningen steklar som tillhör överfamiljen bin och familjen grävbin. Det förefaller som om namnformem Gulsandbi används i Svenskfinland.

## Beskrivning
Guldsandbiet har en kroppslängd på 8 till 11 millimeter. Grundfärgen på kroppen hos både honan och hanen är svart, med ljusare behåring på huvud, mellankropp och ben. Honan kan skiljas från hanen genom att hon liksom honorna hos andra arter av sandbin har kraftigt behårade bakben och en speciell pollenkorg på bakbenens höfter. Denna är bildad av långa böjda hår. Ett annat kännetecken för honan är att bakkroppen saknar behåring och är svart endast på den första tergiten. Övriga tergiter är tegelfärgade. Hanen känns igen på sin gulvita clypeus (munsköld) och på att den svarta färgen är mer utbredd på bakkroppen, endast den andra och tredje tergiten är partiellt tegelfärgade. Han är också slankare och har tätare kroppsbehåring än honan. Mer eller mindre helmörka individer finns hos båda könen.

## Ekologi
Guldsandbiet lever främst på ängsmark, både torrängar och fuktigare strandängar, men det kan också förekomma på sandmark, skogbevuxna områden och kustnära dynlandskap. Det är ett solitärt bi, det vill säga att det inte bildar samhällen. Som imago flyger det på sommaren, från mitten av juni till mitten av september. Hanarna flyger dock endast en kort tid i säsongens början och befruktar då honorna som sedan ensamma gräver ut boet i fast sand på en varm och skyddad plats. Därefter samlar honorna ihop pollen och formar det till ett tjugotal klumpar som läggs i sidogångar i boet. På varje pollenklump läggs ett ägg och efter äggläggningen försluter honan sidogången. Äggen kläcks till en larv som börjar äta av pollenklumpen och utvecklingen till fullbildad insekt sker i boet. Efter förpuppningen nästa vår kommer den fram som ett fullbildat guldsandbi. Arten betraktas som oligolektisk, den flyger främst till blommande växter från en enda familj, väddväxter, som ängsväddar, åkerväddar och fältväddar. I Östeuropa besöker den även jätteväddar. Den har också observerats på andra familjer, som rosväxter, dunörtsväxter, korgblommiga växter (klint, tistlar, harkålsläktet och klockväxter.

## Utbredning
Guldsandbiet förekommer i Europa från Fennoskandien i norr till Spanien, Italien, Bulgarien och Grekland i söder samt från Brittiska öarna i väster till Ryssland, Sibirien och Kina österut.
I Sverige finns arten främst i Götaland och Svealand, med en nordgräns i Värmland, Dalarna och norra Uppland. Guldsandbiet är dock ej allmänt och dess förekomst är fragmenterad och förefaller minska, någonting som enligt svenska Artdatabanken hotar artens överlevnad.
I Finland har arten observerats i de sydöstra delarna av landet, från Satakunta över Päijänne-Tavastland, Södra Savolax och Södra Karelen till Norra Karelen. Arten har emellertid gått tillbaka, se nedan under "Status", och på 2000-talet har den enbart påträffats i landskapet Södra Savolax, med undantag för ett enda fynd 2020 i Norra Karelen.

### Status i Sverige och Finland
I Sverige är guldsandbiet klassat som nära hotat. De största hoten mot arten är övergödning och jordbrukets ogräsbekämpning.
I Finland är arten klassificerad som akut hotad ("CR"). Även om Finlands Artdatacenter betraktar arten som väletablerad, har arten gått tillbaka kraftigt – 2000 rödlistade Finlands Artdatacenter den som sårbar, (VU), medan den 2010 och 2019 betecknades som akut hotad, (CR) – och 2021 infördes den i "Särskilt skyddade arter". Detta innebär att det är förbjudet att skada eller förstöra de lokaler på vilka arten lever.